# Éaco

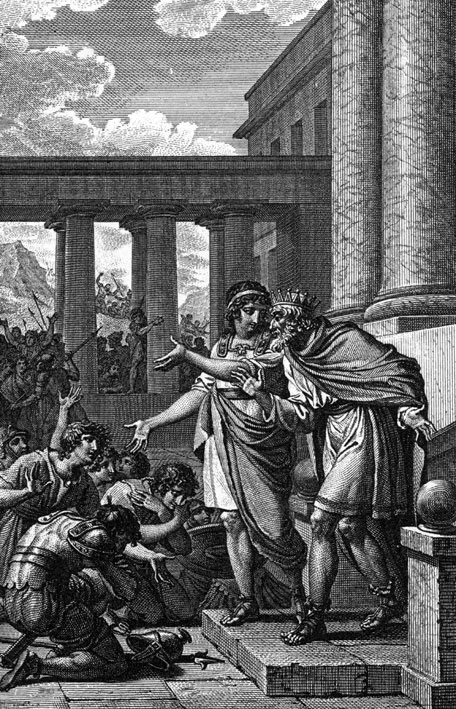
Éaco y Telamón, Jean-Michel Moreau (1781 - 1814)

En la mitología griega, Éaco (en griego Αἴακός, Aiakós) era el rey de la isla Egina, situada en el golfo Sarónico. Éaco fue muy famoso por el rigor del sentido de la piedad y la justicia con que gobernó a su pueblo. Sus juicios eran buscados desde toda Grecia, tanto que tras su muerte fue designado juez de las sombras en el Érebo. Éaco fue el ancestro del linaje de los Eácidas, que se regodean tanto en los banquetes como en las guerras. Alejandro Magno trazaba su ascendencia hasta él a través de su madre. Tenía santuarios en Atenas y Egina, y en su honor se celebraba la fiesta egineta de la Eacea (Αἰάκεια). Éaco era uno de los hijos de Zeus a los que él más habría deseado evitar la carga de la ancianidad, pero las Moiras no lo permitieron.

## Infancia y ascendencia
Éaco era hijo de Zeus y de Egina, hija del dios fluvial Asopo, pero una versión oscura dice que su madre fue Europa. Su hermana era Damocratea, hija de Zeus y Egina. Se dice que Éaco nació en la isla de Enone o Enopia que más tarde pasó a llamarse Egina pues allí condujo Zeus a la ninfa Egina y en esa isla se acostó con ella. Los eginetas viven en la isla que ocupan frente a la región de Epidauro. Dicen que al principio no hubo hombres en ella. Éaco, cuando alcanzó la mocedad, se afligía de estar solo. Le suplicó habitantes a Zeus, y dicen que de este modo hizo salir a los hombres de la tierra. No saben mencionar a nadie que reinase en la tierra excepto Éaco, puesto que no sabemos que ninguno de los hijos de Éaco se quedase allí.

## Los mirmidones de Egina
Los poetas tardíos introdujeron el motivo de la cólera de Hera. Al cabo de algún tiempo esta, como es fama esposa de Zeus, descubrió que Egina había dado a luz a un hijo de Zeus. Furiosa, resolvió exterminar a todos los habitantes de Enone. Introdujo en uno de sus arroyos una serpiente que ensució el agua y puso millares de huevos, de modo que una multitud de serpiente empezó a deslizarse y a retorcerse por los campos introduciéndose en todos los otros arroyos y ríos. Una densa oscuridad y un calor soporífero se extendieron por la isla, a la que Éaco había dado el nuevo nombre de Egina, y el pestilente viento sur sopló durante no menos de cuatro meses. Las mieses y los pastos se secaron y siguió el hambre, pero los isleños sufrían principalmente de sed, donde morían al beber su agua venenosa. Debido a que Éaco había perdido a sus compañeros, no podía protegerse debido a la escasez de hombres. Como quiera que él hubiera visto a unas hormigas, suplicó a Zeus que le diese hombres para defenderse. Entonces Zeus transformó a las hormigas en hombres y mujeres, y estos fueron llamados mirmidones, porque en Grecia las hormigas son llamadas myrmices. Fueron los mirmidones los primeros que uncieron naves y las revistieron con velas para poder navegar. Más tarde esos mirmidones siguieron a Peleo cuando fue desterrado de Egina y combatieron junto a Aquiles y Patroclo en Troya.

## Descendencia
Una vez asentado como rey de Egina Éaco decidió desposarse con Endeide, una hija de Escirón o bien Quirón. Endeide le alumbró a Éaco dos hijos, Peleo y Telamón. No obstante Ferécides dice que Telamón era amigo y no hermano de Peleo, y que era nieto de Cicreo. Más tarde Éaco se unió con la Nereida Psámate, que se había transformado en foca para evitar su asedio, y engendró un hijo, el malogrado Foco. También se cita a una hija concebida por Éaco, llamada Alcímaca, que unida al héroe Oileo fue madre de Medonte. Como Foco sobresalía en los juegos, sus hermanos Peleo y Telamón conspiraron contra él y terminaron matándolo. Descubierto el crimen, ambos fueron expulsados de Egina por Éaco: Telamón se dirigió a Salamina y Peleo huyó a Ftía.

## Justicia de Éaco
Egina es dé las islas griegas la de más difícil acceso, pues alrededor de toda ella hay rocas bajo el mar y escollos. Dicen que Éaco proyectó esto a propósito por miedo a los piratas del mar y para que fuera peligroso para los hombres enemigos. Sus fructíferas plegarias a Zeus pidiéndole lluvia en una época de sequía se conmemoraban en un templo de la isla de Egina. Esta sequía oprimía durante algún tiempo a Grecia, y el dios no mandaba lluvia ni en la región de fuera del Istmo ni en el Peloponeso, hasta que finalmente fueron enviados a Delfos embajadores a preguntar cuál era la causa, y a pedir al mismo tiempo la liberación del mal. A estos les dijo la Pitia que se propiciaran a Zeus y que era necesario, si querían que les escuchase, que fuera Éaco el que hiciera la súplica. De este modo enviaron embajadores de cada ciudad para suplicar a Éaco. Éste, después de hacer sacrificios y suplicar a Zeus Panhelenio, consiguió que lloviera sobre la tierra griega.
Otros dicen que la esterilidad se adueñó de la Hélade por causa de Pélope, o, según dicen algunos, por haber asesinado los atenienses a Androgeo. Pues se dice que en la guerra contra Estínfalo, rey de los arcadios, como no pudiera conquistar Arcadia, Pélope, fingiendo amistad mató al rey y dispersó sus pedazos. Los oráculos de los dioses declararon que la Hélade se libraría de las calamidades que lo afligían si Éaco rogaba por ella. Entonces Éaco así lo hizo y la Hélade quedó libre de la esterilidad.

## Muralla de Troya
Apolo y Poseidón tomaron a Éaco como ayudante en la construcción de las murallas de Troya. Una vez terminada la obra, tres dragones se abalanzaron contra la muralla, y mientras que los dos que atacaron las partes de la muralla construidas por los dioses cayeron muertos, el tercero se abrió paso en la ciudad a través de la parte construida por Éaco. Entonces Apolo profetizó que Troya caería en manos de los Eácidas. Eso sucedió realmente en las personas de Telamón y su hijo, Áyax.

## Juez de los muertos
Después de muerto Éaco es honrado también en la morada de Hades, y guarda las llaves del inframundo. Junto a él también se citan a otros que hacen justicia allí, como Minos, Radamantis y Triptólemo. Platón dice que Zeus nombró a tres de sus hijos como los jueces del inframundo. Estos, después de que los hombres hayan muerto celebrarán los juicios en la pradera en la encrucijada de la que parten los dos caminos que conducen el uno a las Islas de los Bienaventurados y el otro al Tártaro. A los de Asia les juzgará Radamantis y a los de Europa, Éaco, pero Minos pronunciará la sentencia definitiva cuando los otros tengan dudas, a fin de que sea lo más justo posible el juicio sobre el camino que han de seguir los hombres. Aristófanes dice que Dioniso descendió hasta el Hades y se presenta como Heracles, haciendo que Éaco se lamente del robo de Cerbero por parte de este y le condene a ser torturado en el Aqueronte por los sabuesos de Cocito, Equidna, la murena tartesia y las gorgonas tritasias. Incluso algunos dicen que Éaco impone un portazgo y comprueba si las almas que lleva allá Hermes son las que figuran en las facturas de Átropo.

## En la cultura popular
También en el popular videojuego de la consola PlayStation 3, God of War III, hace aparición Éaco como uno de los tres jueces de los muertos en el Hades, junto con Minos y Radamantis. También se hace referencia a Éaco en la serie de anime Saint Seiya, durante la saga de Hades, siendo llamado allí Aiacos de Garuda, ocupando el puesto de Juez del inframundo junto a Minos de Grifo y Radamantys de Wyvern.